# Wolfram Fischer
Pour les articles homonymes, voir Fischer.
Wolfram Fischer, né le 9 mai 1928 à Weigelsdorf-Tannenberg et mort le 28 avril 2024, est un historien économique et social allemand et professeur émérite à l'Université libre de Berlin.

## Biographie
Wolfram Fischer étudie à l'Institut national d'éducation politique de Rottweil et obtient son Abitur à Böblingen en 1946. À partir de 1947, il étudie l'histoire, la philosophie, l'économie et les sciences sociales à Heidelberg, Tübingen, Göttingen et Londres. Il obtient son doctorat en 1951 à Tübingen avec Hans Rothfels (La principauté de Hohenlohe au siècle des Lumières). En 1954, il obtient un doctorat de sciences politiques. (Droit de l'artisanat et économie artisanale vers 1800).
De 1954 à 1958, Fischer est assistant de recherche au TH Karlsruhe, puis est devenu consultant en recherche au centre de recherche sociale de l'Université de Münster (de) à Dortmund. En 1960/61, il s'habilite à Heidelberg et Münster avec Erich Maschke (de) et Walther G. Hoffmann (de). Il travaille ensuite comme chargé de cours à Heidelberg et à Münster avant de devenir conseiller scientifique et professeur à Münster en 1963 et d'accepter une chaire d'histoire économique et sociale à l'Université libre de Berlin en 1964. De 1968 à 1970, il est doyen de la faculté d'économie de l'Université libre de Berlin. En 1996, Fischer prend sa retraite. Il vit à Berlin.
Fischer est professeur invité dans les universités et instituts suivants : Université Harvard, Université de Californie à Berkeley, Université Stanford, Institute for Advanced Study à Princeton, Université d'Oxford (All Souls College), Université de Calgary, Université de Georgetown, Université hébraïque de Jérusalem et Woodrow Wilson International Center for Scholars.

## Adhésions et distinctions
En 1963, Fischer est élu membre à part entière de la Commission historique de Westphalie. Il est membre correspondant depuis 1968. En outre, Fischer est membre de la Commission historique de Berlin depuis 1966, qu'il dirige de 1990 à 1996, et est membre de la Société scientifique de Berlin (de) depuis 1973. Il est membre de la Communauté d'urgence pour une université libre (de). Il est également membre de l'Académie des sciences et des sciences humaines de Berlin-Brandebourg depuis 1992 et de l'Academia Europaea depuis 1993. Il est également membre de la Société américaine de philosophie.
En 1997, l'Université Humboldt de Berlin lui décerne un doctorat honorifique.

## Publications (sélection)
- (als Herausgeber): Die Preußische Akademie der Wissenschaften zu Berlin 1914–1945. Interdisziplinäre Arbeitsgruppe Berliner Akademiegeschichte im 19. und 20. Jahrhundert, Akademie-Verlag, Berlin 2000,  (ISBN 3-05-003327-4).
- Expansion – Integration – Globalisierung. Studien zur Geschichte der Weltwirtschaft, herausgegeben von Paul Erker (de) und Heinrich Volkmann (de) (= Kritische Studien zur Geschichtswissenschaft (de), Bd. 125), Vandenhoeck und Ruprecht, Göttingen 1998,  (ISBN 978-3-525-35788-0).
- (als Herausgeber): Lebensstandard und Wirtschaftssysteme. Studien. Im Auftrag des Wissenschaftsfonds der DG BANK (= Veröffentlichungen der DG-Bank, Deutsche Genossenschaftsbank, Bd. 20), Knapp, Frankfurt am Main 1995,  (ISBN 978-3-7819-0564-1).
- (als Herausgeber mit Klaus Hierholzer (de), Michael Hubenstorf, Peter Th. Walther und Rolf Winau (de)): Exodus von Wissenschaften aus Berlin. Fragestellungen – Ergebnisse – Desiderate. Entwicklungen vor und nach 1933. Berlin-Brandenburgische Akademie der Wissenschaften. Arbeitsgruppe Exodus von Wissenschaften aus Berlin, de Gruyter, Berlin 1994,  (ISBN 978-3-11-013945-7).
- (als Herausgeber): Wirtschaft im geteilten Berlin 1945–1990. Forschungsansätze und Zeitzeugen (= Einzelveröffentlichungen der Historischen Kommission zu Berlin, Bd. 76), Saur, München 1994,  (ISBN 3-598-23220-9).
- (als Herausgeber): Treuhandanstalt. Das Unmögliche wagen. (= Forschungsberichte), Akademie-Verlag, Berlin 1993,  (ISBN 3-05-002401-1).
- (als Herausgeber): Die Geschichte der Stromversorgung, Verlags- und Wirtschaftsgesellschaft der Elektrizitätswerke, Frankfurt/M. 1992,  (ISBN 3-8022-0298-8).
- (als Herausgeber): Henning Berlin. Die Geschichte eines pharmazeutischen Unternehmens 1913–1991 (= Schriften zur Wirtschafts- und Sozialgeschichte, Bd. 40), Duncker & Humblot, Berlin 1992,  (ISBN 3-428-07496-3).
- (als Herausgeber): Grundlagen der historischen Statistik von Deutschland. Quellen, Methoden, Forschungsziele (= Schriften des Zentralinstituts für Sozialwissenschaftliche Forschung der Freien Universität Berlin, Bd. 65), Westdeutscher Verlag, Opladen 1991,  (ISBN 3-531-12246-0).
- (als Herausgeber): Währungsreform und soziale Marktwirtschaft. Erfahrungen und Perspektiven nach 40 Jahren (= Schriften des Vereins für Socialpolitik, N.F., Bd. 190), Duncker und Humblot, Berlin 1989,  (ISBN 3-428-06727-4).
- (als Herausgeber): Europäische Wirtschafts- und Sozialgeschichte vom Ersten Weltkrieg bis zur Gegenwart (= Handbuch der europäischen Wirtschafts- und Sozialgeschichte, Bd. 6), Klett-Cotta, Stuttgart 1987,  (ISBN 3-12-904780-8).
- (als Herausgeber): Sachzwänge und Handlungsspielräume in der Wirtschafts- und Sozialpolitik der Zwischenkriegszeit, Scripta-Mercaturae-Verlag, St. Katharinen 1985,  (ISBN 3-922661-23-8).
- (als Herausgeber): Europäische Wirtschafts- und Sozialgeschichte von der Mitte des 19. Jahrhunderts bis zum Ersten Weltkrieg (= Handbuch der europäischen Wirtschafts- und Sozialgeschichte, Bd. 5), Klett-Cotta, Stuttgart 1985,  (ISBN 3-12-904770-0).
- Armut in der Geschichte. Erscheinungsformen und Lösungsversuche der „Sozialen Frage“ in Europa seit dem Mittelalter (= Kleine Vandenhoeck-Reihe, 1476), Vandenhoeck und Ruprecht, Göttingen 1982,  (ISBN 978-3-525-33465-2).
- Die Weltwirtschaft im 20. Jahrhundert (= Kleine Vandenhoeck-Reihe, 1450), Vandenhoeck und Ruprecht, Göttingen 1979,  (ISBN 978-3-525-33431-7).
- Wirtschaft und Gesellschaft im Zeitalter der Industrialisierung. Aufsätze, Studien, Vorträge (= Kritische Studien zur Geschichtswissenschaft, Bd. 1), Vandenhoeck & Ruprecht, Göttingen 1972,  (ISBN 3-525-35951-9).
- (als Herausgeber): Beiträge zu Wirtschaftswachstum und Wirtschaftsstruktur im 16. und 19. Jahrhundert (= Schriften des Vereins für Socialpolitik, N.F., Bd. 63), Duncker & Humblot, Berlin 1971,  (ISBN 3-428-02595-4).
- Deutsche Wirtschaftspolitik 1918–1945, Leske, Opladen 1968,  (ISBN 3-7850-0073-1).
- (als Herausgeber): Wirtschafts- und sozialgeschichtliche Probleme der frühen Industrialisierung, Colloquium Verlag, Berlin 1968.
- (als Herausgeber): Die soziale Frage. Neuere Studien zur Lage der Fabrikarbeiter in den Frühphasen der Industrialisierung, Koehler, Stuttgart 1967.
- Unternehmerschaft, Selbstverwaltung und Staat. Die Handelskammern in der deutschen Wirtschafts- und Staatsverfassung des 19. Jahrhunderts, Duncker & Humblot, Berlin 1964.
- Der Staat und die Anfänge der Industrialisierung in Baden. Band 1: Die staatliche Gewerbepolitik, Duncker & Humblot, Berlin 1962.
- (als Herausgeber): Quellen zur Geschichte des deutschen Handwerks. Selbstzeugnisse seit der Reformationszeit (= Quellensammlung zur Kulturgeschichte, Bd. 17), Musterschmidt, Göttingen 1957.
- (zusammen mit Rudolf Stadelmann (de)): Die Bildungswelt des deutschen Handwerkers um 1800. Studien zur Soziologie des Kleinbürgers im Zeitalters Goethes, Duncker & Humblot, Berlin 1955.